# Kylpyläsaari
Kylpyläsaari är en halvö i Finland. Den ligger i sjön Haapajärvi och i kommunen Haapavesi i den ekonomiska regionen  Haapavesi-Siikalatva ekonomiska region  och landskapet Norra Österbotten, i den centrala delen av landet, 400 km norr om huvudstaden Helsingfors.